# Démographie de la Corse

Blason de la Corse

La démographie de Corse est caractérisée par une densité faible et une population âgée qui croît depuis les années 1990.
Avec ses 351 276 habitants en 2022, la région française de Corse se situe en 16e position sur le plan national.
En six ans, de 2015 à 2021, sa population a diminué de près de 3 050 unités, c'est-à-dire de plus ou moins 510 personnes par an. Mais cette variation est différenciée selon les deux départements que comporte la région.
La densité de population de Corse, 40,5 habitants par kilomètre carré en 2022, est trois fois inférieure à celle de la France entière qui est de 107,1 hab./km2 pour la même année.

## Évolution de la population
| Année | Population au 1er janvier   | Population au 1er janvier  | Population au 1er janvier | Population au 1er janvier |
| Année | département de Corse-du-Sud | département de Haute-Corse | Total Corse               |                           |
| ----- | --------------------------- | -------------------------- | ------------------------- | ------------------------- |
| 1801  | n.d.                        | n.d.                       | 163 896                   |                           |
| 1841  | 78 260                      | 143 203                    | 221 463                   |                           |
| 1851  | 85 000                      | 152 000                    | 236 251                   |                           |
| 1861  | 93 573                      | 159 316                    | 252 889                   |                           |
| 1881  | 110 366                     | 162 273                    | 272 639                   |                           |
| 1901  | 125 000                     | 170 000                    | 295 589                   |                           |
| 1936  | 145 000                     | 178 000                    | 322 854                   |                           |
| 1954  |                             |                            | 244 266                   |                           |
| 1962  | 125 337                     | 150 128                    | 275 465                   |                           |
| 1968  | 122 000                     | 152 000                    | 273 958                   |                           |
| 1975  | 128 634                     | 161 208                    | 289 842                   |                           |
| 1982  | 108 604                     | 131 574                    | 240 178                   |                           |
| 1990  | 118 174                     | 131 563                    | 249 737                   |                           |
|       |                             |                            |                           |                           |
| 1995  | 119 753                     | 138 663                    | 258 416                   |                           |
| 1996  | 119 165                     | 140 003                    | 259 168                   |                           |
| 1997  | 118 712                     | 140 385                    | 259 097                   |                           |
| 1998  | 118 463                     | 141 003                    | 259 466                   |                           |
| 1999  | 118 466                     | 141 686                    | 260 152                   |                           |
| 2000  | 119 906                     | 142 702                    | 262 608                   |                           |
| 2001  | 121 515                     | 143 896                    | 265 411                   |                           |
| 2002  | 123 161                     | 145 150                    | 268 311                   |                           |
| 2003  | 124 834                     | 146 574                    | 271 408                   |                           |
| 2004  | 126 577                     | 147 897                    | 274 474                   |                           |
| 2005  | 128 018                     | 148 893                    | 276 911                   |                           |
| 2006  | 135 718                     | 158 400                    | 294 118                   |                           |
| 2019  | 158 800                     | 180 378                    | 339 178                   |                           |

Sources : Insee,, IAURIF,.

## Mouvement naturel de la population

### Évolution des naissances et des décès
Depuis 2013, le solde naturel est négatif. Les chiffres suivants sont fournis par l'Insee,.
| Département  | 2000                 | 2000            | 2000          | 2005                 | 2005            | 2005          | 2010                 | 2010            | 2010          | 2015                 | 2015            | 2015          | 2018                 | 2018            | 2018          |
| Département  | Nombre de naissances | Nombre de décès | Solde naturel | Nombre de naissances | Nombre de décès | Solde naturel | Nombre de naissances | Nombre de décès | Solde naturel | Nombre de naissances | Nombre de décès | Solde naturel | Nombre de naissances | Nombre de décès | Solde naturel |
| ------------ | -------------------- | --------------- | ------------- | -------------------- | --------------- | ------------- | -------------------- | --------------- | ------------- | -------------------- | --------------- | ------------- | -------------------- | --------------- | ------------- |
| Corse-du-Sud | 1 386                | 1 246           | 140           | 1 348                | 1 273           | 75            | 1 408                | 1 318           | 90            | 1 336                | 1 471           | -135          | 1 374                | 1 502           | -128          |
| Haute-Corse  | 1 510                | 1 483           | 27            | 1 525                | 1 533           | -8            | 1 591                | 1 648           | -57           | 1 530                | 1 635           | -105          | 1 480                | 1 637           | -157          |
| Corse        | 2 896                | 2 729           | 167           | 2 873                | 2 806           | 67            | 2 999                | 2 966           | 33            | 2 866                | 3 106           | -240          | 2 854                | 3 139           | -285          |

### Fécondité par département
Le nombre moyen d'enfants par femme ou indice conjoncturel de fécondité a évolué comme suit pour chaque département et pour l'ensemble de la Corse :
| Département           | Fécondité 1999 | Fécondité 2000 | Fécondité 2001 | Fécondité 2002 | Fécondité 2003 | Fécondité 2019 |
| --------------------- | -------------- | -------------- | -------------- | -------------- | -------------- | -------------- |
| Corse-du-Sud          | 1,68           | 1,79           | 1,68           | 1,69           | 1,59           | 1,44           |
| Haute-Corse           | 1,43           | 1,56           | 1,45           | 1,47           | 1,49           | 1,40           |
| Corse                 | 1,54           | 1,66           | 1,55           | 1,57           | 1,54           | 1,41           |
| France métropolitaine | 1,79           | 1,87           | 1,88           | 1,87           | 1,87           | 1,84           |

La Corse est avec le Limousin la région française où la fécondité est la plus basse, et cela malgré une importante population étrangère nettement plus féconde. En cinq ans, de 1999 à 2003, la fécondité n'a pas progressé, malgré un redressement sans lendemain observé en 2000. En 2019, la fécondité est encore plus basse qu'en 1999, malgré vingt ans d'immigration. L'écart avec la moyenne française s'est encore accru, et serait encore plus considérable sans l'appoint de l'immigration.

#### Taux brut et net de reproduction corse
En 2003, le taux brut de reproduction (hors mortalité féminine) = 1,54*200/205/2=0,7512, où "200/205" est le facteur correcteur destiné à éliminer l'excédent de naissances masculines.
Le taux net vaut 0,7512 * 0,99 (pourcentage de filles survivantes après 30 ans) = 0,7437 que l'on arrondit à 0,74. Cela signifie que toutes choses restant égales dans les prochaines décennies, et bien sûr en l'absence de migrations, la population corse est appelée à baisser de 26 % en 30 ans.

### Répartition des naissances par nationalité de la mère
Les chiffres suivants sont fournis par l'Insee pour l'année 2004 :
|                  | Ensemble | Françaises | Étrangères | Étrangères | Étrangères | Étrangères | Étrangères | Étrangères | Étrangères |
| Total étrangères | Ensemble | Françaises | Algérie    | Espagne    | Italie     | Portugal   | Maroc      | Tunisie    |            |
| ---------------- | -------- | ---------- | ---------- | ---------- | ---------- | ---------- | ---------- | ---------- | ---------- |
| Corse-du-Sud     | 1.228    | 988        | 240        | 3          | 1          | 7          | 42         | 129        | 24         |
| Haute-Corse      | 1.444    | 1.235      | 209        | 11         | 1          | 5          | 30         | 116        | 18         |
| Corse            | 2.672    | 2.223      | 449        | 14         | 2          | 12         | 72         | 245        | 42         |
| -- légitimes     | 1.288    | 902        | 386        | 10         | 1          | 8          | 61         | 233        | 39         |
| -- hors-mariage  | 1.384    | 1.321      | 63         | 4          | 1          | 4          | 11         | 12         | 3          |

Les naissances hors-mariage sont nettement majoritaires, comme habituellement dans la partie méridionale du pays. Mais ceci n'est valable que pour les femmes françaises. Pour les étrangères, c'est l'inverse, surtout les femmes de tradition musulmane, comme les Marocaines et les Tunisiennes. Chez les Portugaises, on observe un comportement analogue.
Les naissances de mère étrangère représentaient 16,8 % des naissances de l'île en 2004, ce qui est fort supérieur à la moyenne française (11,5 % cette année-là). Il est vrai que la région est la seconde de France pour ce qui est de la proportion d'étrangers résidents (un peu plus de 9 % contre 12,6 % en Île-de-France). Parmi les naissances de mère étrangère, les deux tiers étaient de mère maghrébine, ce qui constituait plus de 11 % du total des naissances de l'île. Les Portugaises sont quant à elles responsables de 2,7 % de ces naissances. Quant aux naissances de mère italienne et surtout espagnole, comme ailleurs en France, leur nombre et l'incidence qu'il peut avoir sur la démographie de l'île, sont devenus insignifiants.

### Vieillissement
L'INSEE prévoit en 2017 un vieillissement de la population à l'horizon 2050.

## Les migrations
En 2009, la Corse comptait 28 961 immigrés (nés étranger à l'étranger), dont 13 319 nés au Maghreb, sur une population de 305 674 soit 9,5 %.
31,2 % des enfants nés en 2011 en Corse, soit 962 sur 3 084, ont au moins un parent né à l'étranger (quelle que soit sa nationalité), soit la plus forte proportion après la région Île-de-France (46,3 %) et la région Provence-Alpes-Côte d'Azur (32,6 %).

### Immigration étrangère - les étrangers en Corse
| Nationalité | Effectifs 1990 | Effectifs 1999 | Évolution 90-99 (%) | Proportion 1999 (%) |
| ----------- | -------------- | -------------- | ------------------- | ------------------- |
| Marocains   | 12 958         | 13 735         | 6                   | 54                  |
| Portugais   | 3 109          | 3 730          | 20                  | 15                  |
| Italiens    | 3 116          | 2 523          | -19                 | 10                  |
| Tunisiens   | 2 284          | 2 136          | -6                  | 8                   |
| Algériens   | 684            | 604            | -12                 | 2                   |
| Allemands   | 508            | 525            | 3                   | 2                   |
| Espagnols   | 428            | 321            | -25                 | 1                   |
| Autres      | 1 760          | 2 099          | 19                  | 8                   |
| Total       | 24 847         | 25 673         | 3                   | 100                 |

Source : 
Les Marocains constituent la majorité absolue des étrangers en Corse, fait unique parmi les régions françaises. Autre caractéristique particulière: le très faible nombre d'Algériens. Ceux-ci ont de plus perdu 12 % de leur effectif en 9 ans. Le nombre de Portugais s'accroît fortement (20 %) entre les deux recensements, si bien que leur effectif de 3730 personnes forme en 1999 la deuxième communauté étrangère de la région corse. Ils devancent de ce fait largement les Italiens qui, en 1982, étaient deux fois plus nombreux qu'eux. Leur accroissement témoigne du fait que l'immigration portugaise en France n'est pas terminée.
Au total la population étrangère en Corse a progressé de 3 % de 1990 à 1999, ceci à l'inverse de l'ensemble de la France, où celle-ci était en baisse entre ces deux dates.

### Caractéristiques de la population étrangère en Corse
À la suite des regroupements familiaux, la proportion de femmes au sein de la population étrangère en Corse a beaucoup augmenté depuis le début des années 1980. En 1999, la part des femmes atteint 42 %, contre 38 % en 1990 et seulement 27 % en 1982. Cependant la population étrangère en Corse est toujours moins féminisée que pour l'ensemble de cette population en France (où 47 % des étrangers étaient des femmes en 1999).
Les étrangers sont proportionnellement les plus nombreux dans la plaine orientale, le sud de l'île et dans la région de Calvi. Ils sont également fort présents à Ajaccio et à Bastia qui abritent, ensemble plus du tiers de l'effectif global. Leur effectif a beaucoup progressé à Bastia (plus 800 personnes de plus en neuf ans). À Ajaccio par contre la population étrangère est restée plus stable.

#### Répartition par groupe d'âges de la population étrangère en 1999
La population étrangère est jeune en Corse: l’âge moyen des étrangers y est de 34 ans au lieu de 41 ans pour l’ensemble de la population corse. Ainsi 13 % des moins de 20 ans de la région sont étrangers, et seulement 4 % des gens âgés de 60 ans ou plus.
La population étrangère de Corse est aussi plus jeune que l'ensemble de la population étrangère de France, comme le montre le tableau suivant :
| Groupe d'âges   | Population étrangère de | Population étrangère de | Population étrangère de | Population étrangère de | Part de la Corse / France 1999 (%) |
| Groupe d'âges   | Corse-du-Sud            | Haute-Corse             | Total Corse             | Total Métropole         | Part de la Corse / France 1999 (%) |
| --------------- | ----------------------- | ----------------------- | ----------------------- | ----------------------- | ---------------------------------- |
| Moins de 20 ans | 3 720                   | 3 838                   | 7 558                   | 610 642                 | 1,2                                |
| De 20 à 59 ans  | 7 143                   | 8 186                   | 15 329                  | 2 116 541               | 0,7                                |
| Plus de 60 ans  | 1 423                   | 1 363                   | 2 786                   | 536 003                 | 0,5                                |
| Total           | 12 286                  | 13 387                  | 25 673                  | 3 263 186               | 0,8                                |

## Les mariages
En 2004, on a enregistré 941 mariages en Corse, dont :
- 757 entre deux conjoints français
- 24 entre conjoints étrangers
- 86 mariages mixtes entre époux français et épouse étrangère
- 74 mariages mixtes entre épouse française et époux étranger

On assiste ainsi à un important brassage des populations, puisque sur 208 conjoints étrangers impliqués dans ces mariages, 160 (soit près de 80 %) l'étaient dans des mariages mixtes. Le brassage peut être amplifié par le fait que parmi les 757 mariages entre deux conjoints français, certains peuvent être des descendants d'immigrés.
Ventilation des mariages mixtes
|                  | Total mariages mixtes | Nationalité du conjoint étranger | Nationalité du conjoint étranger | Nationalité du conjoint étranger | Nationalité du conjoint étranger |
| Italienne        | Total mariages mixtes | Espagnole                        | Portugaise                       | Algérienne                       |                                  |
| ---------------- | --------------------- | -------------------------------- | -------------------------------- | -------------------------------- | -------------------------------- |
| Époux français   | 86                    | 3                                | 0                                | 1                                | 1                                |
| Épouse française | 74                    | 4                                | 1                                | 5                                | 6                                |

Source : .

## Les aires urbaines
Les chiffres de population suivants correspondent aux aires urbaines dans leur extension définie lors du recensement de 1999.
| Aires urbaines | Date du recensement | Date du recensement | Date du recensement | Accroissement 1982-1999 |
| Aires urbaines | 1982                | 1990                | 1999                | Accroissement 1982-1999 |
| -------------- | ------------------- | ------------------- | ------------------- | ----------------------- |
| Ajaccio        | 69 524              | 78 978              | 77 287              | 7 763                   |
| Bastia         | 72 542              | 71 436              | 76 439              | 3 897                   |

## Densité de population
En 2021, la densité était de 40,0 hab./km2.
| 1968 |  | 23.6 |  |

| 1975 |  | 26.0 |  |

| 1982 |  | 27.7 |  |

| 1990 |  | 28.8 |  |

| 1999 |  | 30.0 |  |

| 2010 |  | 35.7 |  |

| 2015 |  | 37.7 |  |

| 2021 |  | 40.0 |  |

## Répartition par sexes et tranches d'âge
La population de la région est plus âgée qu'au niveau national.
En 2021, le taux de personnes d'un âge inférieur à 30 ans s'élève à 29,9 %, soit en dessous de la moyenne nationale (35,1 %). À l'inverse, le taux de personnes d'âge supérieur à 60 ans est de 30,6 % la même année, alors qu'il est de 26,6 % au niveau national.
En 2021, la région comptait 168 641 hommes pour 178 956 femmes, soit un taux de 51,48 % de femmes, légèrement inférieur au taux national (51,61 %).
Les pyramides des âges de la région et de la France s'établissent comme suit.
| Hommes | Classe d’âge | Femmes |
| ------ | ------------ | ------ |
| 0,8    | 90 ou +      | 1,9    |
| 9,3    | 75-89 ans    | 11,1   |
| 19     | 60-74 ans    | 19,1   |
| 20,8   | 45-59 ans    | 20,2   |
| 18,8   | 30-44 ans    | 19,1   |
| 15,3   | 15-29 ans    | 14     |
| 16,1   | 0-14 ans     | 14,5   |

| Hommes | Classe d’âge | Femmes |
| ------ | ------------ | ------ |
| 0,7    | 90 ou +      | 1,9    |
| 7,0    | 75-89 ans    | 9,5    |
| 16,6   | 60-74 ans    | 17,5   |
| 20,0   | 45-59 ans    | 19,5   |
| 18,8   | 30-44 ans    | 18,3   |
| 18,3   | 15-29 ans    | 16,7   |
| 18,6   | 0-14 ans     | 16,7   |

## Répartition par catégories socioprofessionnelles
La catégorie socioprofessionnelle des autres personnes sans activité professionnelle est surreprésentée par rapport au niveau national. Avec 20,1 % en 2021, elle est 3,1 points au-dessus du taux national (17 %). La catégorie socioprofessionnelle des cadres et professions intellectuelles supérieures est quant à elle sous-représentée par rapport au niveau national. Avec 5,4 % en 2021, elle est 4,7 points en dessous du taux national (10,1 %).
| Catégorie socioprofessionnelle                    | 2015    | 2015 | 2021    | 2021 | Détails de l'année 2021 | Détails de l'année 2021 | Détails de l'année 2021            | Détails de l'année 2021            | Détails de l'année 2021            |
| Catégorie socioprofessionnelle                    | Nb      | %    | Nb      | %    | Hommes                  | Femmes                  | Part en % de la population âgée de | Part en % de la population âgée de | Part en % de la population âgée de |
| Catégorie socioprofessionnelle                    | Nb      | %    | Nb      | %    | Hommes                  | Femmes                  | 15 à 24 ans                        | 25 à 54 ans                        | 55 ans ou +                        |
| ------------------------------------------------- | ------- | ---- | ------- | ---- | ----------------------- | ----------------------- | ---------------------------------- | ---------------------------------- | ---------------------------------- |
| Agriculteurs exploitants                          | 2 701   | 1,0  | 2 696   | 0,9  | 2 021                   | 675                     | 0,2                                | 1,2                                | 0,8                                |
| Artisans, commerçants, chefs d'entreprise         | 15 549  | 5,6  | 17 067  | 5,8  | 11 831                  | 5 235                   | 1,2                                | 9,1                                | 3,6                                |
| Cadres et professions intellectuelles supérieures | 14 930  | 5,4  | 16 005  | 5,4  | 8 685                   | 7 319                   | 1,0                                | 8,6                                | 3,4                                |
| Professions intermédiaires                        | 31 808  | 11,5 | 36 089  | 12,3 | 16 752                  | 19 337                  | 6,7                                | 20,8                               | 5,0                                |
| Employés                                          | 51 345  | 18,6 | 53 929  | 18,3 | 16 432                  | 37 497                  | 17,2                               | 30,0                               | 6,8                                |
| Ouvriers                                          | 29 616  | 10,7 | 29 613  | 10,1 | 25 774                  | 3 839                   | 10,7                               | 16,3                               | 3,6                                |
| Retraités                                         | 76 110  | 27,5 | 79 475  | 27,0 | 40 616                  | 38 860                  | 0,0                                | 0,4                                | 60,6                               |
| Autres personnes sans activité professionnelle    | 54 677  | 19,8 | 59 195  | 20,1 | 19 125                  | 40 071                  | 62,9                               | 13,5                               | 16,1                               |
| Ensemble                                          | 276 736 | 100  | 294 068 | 100  | 141 235                 | 152 833                 | 100                                | 100                                | 100                                |
| Sources : Insee,.                                 |         |      |         |      |                         |                         |                                    |                                    |                                    |